# La Chapelle-sur-Coise
La Chapelle-sur-Coise is een gemeente in het Franse departement Rhône (regio Auvergne-Rhône-Alpes) en telt 382 inwoners (1999). De plaats maakt deel uit van het arrondissement Lyon.

## Geografie
De oppervlakte van La Chapelle-sur-Coise bedraagt 6,5 km², de bevolkingsdichtheid is 58,8 inwoners per km².
De onderstaande kaart toont de ligging van La Chapelle-sur-Coise met de belangrijkste infrastructuur en aangrenzende gemeenten.

## Demografie
Onderstaande figuur toont het verloop van het inwonertal (bron: INSEE-tellingen).